# 国鉄ケ90形蒸気機関車
ケ90形は、かつて日本国有鉄道の前身である鉄道省に在籍した、特殊狭軌線用タンク式蒸気機関車である。

## 概要
当初は東濃鉄道（初代）に所属していた機関車で、1918年（大正7年）2月に大日本軌道鉄工部（後の雨宮製作所）で2両（製造番号176・177）が製造された。東濃鉄道は当初、他の軽便鉄道と同様にドイツのコッペルの機関車の導入を企図したと考えられるが、折しも第一次世界大戦の最中で、交戦国であるドイツからの輸入は途絶しており、そこに付け込んで販路を延ばしたのが大日本軌道であった。
車軸配置0-4-0 (B)、単式2気筒飽和式のサイド・ウェルタンク機関車。運転整備重量は6トン、固定軸距は1,219 mm。

## 運用
東濃鉄道の開業に合わせて導入され、A形（1・2）と付番された。1926年（大正15年）9月25日、東濃鉄道の新多治見 - 広見間が国有化（太多線）されたことに伴い、ケ90形（ケ90・ケ91）と改番された。本形式はケ100形よりも若干大型であったが、100番台が埋まっていたため、小さい形式数字を付与されている。
1928年（昭和3年）9月30日の太多線の改軌工事完了まで使用され、浜松工場で保管ののち、1930年（昭和5年）5月に廃車となった。その後も解体されることなく、浜松工場で保管された。

## 保存
本形式は2両とも現存し、共に静態保存されている。
| 画像                             | 番号 | 所在地                                             | 備考     |
| -------------------------------- | ---- | -------------------------------------------------- | -------- |
| 写真はJR東海社員研修センター時代 | ケ90 | 愛知県名古屋市港区金城ふ頭3丁目2番2 リニア・鉄道館 | 静態保存 |
|                                  | ケ91 | 静岡県浜松市中央区菅原町 堀留ポッポ道              | 静態保存 |

### ケ90
- 1935年（昭和10年）3月 - 内部構造が見えるカットボディに加工され、名古屋鉄道管理局の教習所での教材とされる。
- 1963年（昭和38年）2月 - 稲沢第二機関区で修繕が行われ、その後も同地（中部鉄道学園→東海旅客鉄道社員研修センター）に保存されていた。
- 2010年（平成22年）2月11日 - 東海旅客鉄道社員研修センターより搬出され[1]、再整備が行われる。
- 2011年（平成23年）3月14日 - リニア・鉄道館の屋外展示エリアに搬入され、開館。

### ケ91
- 1951年（昭和26年）10月10日[2] - 東京の交通博物館に搬入され展示[3]。
- 1957年（昭和32年）6月 - 交通博物館の増築に伴い、浜松工場に返却。
- 1963年（昭和38年）5月3日 - 前年に開館した浜松市児童会館に寄贈され、正面玄関前に展示[4]。
- 1967年（昭和42年）3月 - 前年12月より浜松工場で行われていた修繕が完了し、児童会館向かいの五社公園に搬入[5]。
- 1982年（昭和57年）- 分解して錆止めを施し、欠損した部品の復元などの大規模修繕[6]。
- 1987年（昭和62年）- 浜松市児童会館の閉館に伴い、堀留ポッポ道（浜松工場引込線廃線跡）に移設[7]。